# Jacques Gaillot
Jacques Jean Edmond Georges Gaillot (11. září 1935, Saint-Dizier, Francie – 12. dubna 2023, Paříž) byl francouzský duchovní a aktivista, nazývaný někdy Rudý kněz. V letech 1982 až 1995 byl biskupem évreuxským. V roce 1995 byl pro své neortodoxní názory z rozhodnutí papeže Jana Pavla II. degradován. Následně byl ustanoven titulárním biskupem Partenie – zaniklé diecéze na území dnešního Alžíru, která byla v 5. století pohlcena Saharou.

## Život
Stát se knězem toužil Gaillot již od doby svého dospívání. Po studiích na střední škole vstoupil do semináře v Langres. V letech 1957 až 1959 absolvoval povinnou vojenskou službu v Alžíru během války za nezávislost. Mezi lety 1960 až 1962 studoval teologii v Římě. Na kněze byl vysvěcen v roce 1961.
Od roku 1965 byl profesorem v semináři v Reims. Předsedal mnoha zasedáním, jejichž cílem bylo zavádění výsledků Druhého vatikánského koncilu. V roce 1977 byl jmenován generálním vikářem diecéze langreské. O čtyři roky později byl zvolen kapitulním vikářem. V květnu 1982 byl ustanoven biskupem évreuxským.
V roce 1984 způsobil rozhořčení řady katolických představitelů tím, že odmítl svou podporu farním církevním školám. V roce 1985 podpořil první intifádu a setkal se s Jásirem Arafatem v Tunisu. V témže roce si poprvé vysloužil větší mediální pozornost podpisem výzvy špatně placených učitelů katolických škol. Podepsal ji totiž také tehdejší předseda Francouzské komunistické strany Georges Marchais. Proti Gaillotovi se pak zvedla kampaň z pravicových pozic.
Opakovaně se vyslovil proti jaderným zbraním, odzbrojení podpořil např. na zvláštním zasedání OSN v roce 1987.
O rok později podpořil svěcení ženatých mužů na kněze. Tím, že se vyslovil pro revizi kněžského celibátu a používání kondomů, způsobil značné napětí uvnitř francouzské biskupské konference.
Během roku 1989 toto napětí stouplo do té míry, že její členové hlasovali pro jeho pokárání. Stalo se tak poté, co Gaillot poskytl interview francouzskému erotickému časopisu. Na konci téhož roku se pokusil o smířlivé kroky a podepsal dohodu, v níž papeži Janu Pavlu II. slíbil "loajalitu a poslušnost". Dohoda však nevydržela dlouho; do týdne se Gaillot objevil v televizi, přičemž kritizoval „slabou vnitřní diskusi v církvi" a vyjádřil smutek nad tím, že od Druhého vatikánského koncilu nedošlo k pokroku.
V roce 1991 se postavil do opozice proti válce v Zálivu a vydal knihu s názvem Otevřený dopis těm, kteří hlásají válku, ale vést ji nechají druhé. Odsoudil také uvalení embarga na Irák. Koncem téhož roku jej biskupská konference pokárala třikrát, např. za jeho kroky na Haiti, které vedly k podpoře zastánce teologie osvobození Jeana-Bertranda Aristida.
Gaillot také zaujímal shovívavý postoj k ženám, které se rozhodly pro interrupci. Uvedl, že není kompetentní posuzovat ženy, které se v takové situaci ocitly.
Dne 13. ledna 1995 dostal Gaillot na výběr: buď rezignuje a stane se emeritním biskupem Évreux, nebo bude ze svého úřadu odvolán. V takovém případě se stane titulárním biskupem diecéze Partenie. Africké diecéze pohřbené pod pískem pouště, zaniklé tak dávno, že ani není známo, kdy a kde přesně existovala. Gaillot rezignaci odmítl. Na jeho poslední mši v katedrále v Évreux přišlo asi 20 tisíc lidí.
V září roku 2015 přivítal biskupa Gaillota ve svém vatikánském sídle papež František. Oba muži strávili v rozhovoru 45 minut. Gaillot řekl, že papež jej povzbudil v jeho aktivismu na podporu uprchlíků. Po setkání se vyjádřil, že papeže Františka „miluje“.
| „                 | Nejsem tady proto, abych přesvědčoval přesvědčené nebo se staral o ty, co se mají dobře. Jsem tady proto, abych podpořil nemocné a nabídl pomocnou ruku ztraceným. Zůstává biskup ve své katedrále anebo vychází do ulic?... Já už jsem si vybral. | “ |
| — Jacques Gaillot | |   |

## Dílo – výběr

### Česky
- Biskup těch druhých, Síť 1996, 80-86040-02-X

### V jiných jazycích
- Monseigneur des autres, 1989
- Open letter to those who preach war, but let it be waged by others, 1989
- Paroles sans frontières, 1993
- Voice from the desert: A bishop's cry for a new church, 1996
- Un Catéchisme au goût de liberté, 2010
- Avance et tu seras libre, 2010